# Gerhard Harvan
Gerhard Harvan (* 13. April 1941 in Wien; † 13. Mai 1971 in Düsseldorf) war ein Düsseldorfer Maler, Grafiker und Aktionskünstler.

## Leben und Werk
Harvan wurde 1941 in Wien geboren und wuchs bis 1960 in Görlitz auf. Nach einem längeren Aufenthalt in London, kam er nach Düsseldorf an die dortige Werkkunstschule, wo er Zeichenunterricht bei Edith Hultzsch nahm. Dort lernte er seine spätere Ehefrau Renate Harvan kennen. Von 1965 bis 1970 studierte er an der Kunstakademie Düsseldorf bei den Professoren Joseph Faßbender und Rolf Sackenheim und arbeitete auch im Umfeld der Gruppe Zero. Er wurde Meisterschüler bei Rolf Sackenheim und war Schüler von Joseph Beuys, der ihn zu unkonventionellen Aktionen ermutigte. Seine ersten Ausstellungen hatte Harvan bereits 1967. Er kombinierte Malerei und Spritztechnik, Siebdruck mit Lithographie, Radierung mit Holzdruck und collagierte mit Schaumstoff und Watte. Er schrieb Gedichte, machte Kurzfilme und führte Happenings durch.
Harvan beschäftigte sich in seinen Werken intensiv mit der Zeit, der Zeit des Wartens. Dazu setzte er symbolisch das Zahnrad als mechanisches Bauteil der linearen Zeit ein und entwickelte Zeitröhren aus Plexiglas. Später wandte er sich der zyklischen Zeit zu und interessierte sich für Zeitzyklen in der Natur, wie die Jahreszeiten oder biologische Kreisläufe. 1969 erregte sein Happening Männer liebt den Zyklus! Damen nehmt ihn nicht so ernst vor der Kunsthalle Düsseldorf öffentliches Aufsehen. Harvan war bereits als Student an wichtigen Ausstellungen beteiligt und war dabei, sich in der Kunstwelt einen Namen zu machen, als er am 13. Mai 1971 an einem Stromschlag starb.

## Auszeichnungen
- 1967 Kunstpreis „junger westen“ für Malerei, Recklinghausen
- 1967 Kunstpreis „Junge Stadt sieht junge Kunst“, Wolfsburg
- 1969 Wilhelm-Morgner-Preis für experimentelle Kunst, Soest
- 1969 Kunstpreis „junger westen“ für Handzeichnung und Druckgrafik, Recklinghausen

## Ausstellungen und Retrospektiven
- 1967: Harvan, Galerie Downtown, Düsseldorf, Eröffnung 10. August 1967, Einzelausstellung
- 1967: Ernst-Poensgen-Stiftung (Ernst Poensgen-Preis), Dezember 1967
- 1967: 50 x Ringenberg. Deutsch-Niederländische Gemeinschafts-Ausstellung, Galerie Schloss Ringenberg, Bodo Bratke, 1967
- 1967: Galerie moderne Kunst »Intergroup«, Rheinhausen 1967
- 1967: 128. Frühjahrsausstellung, Kunstverein Hannover 1967
- 1968: Allard & Harvan, Galerie Alfermann, Solingen-Ohligs, Eröffnung 7. Juni 1968
- 1968: Harvan Zeit warten, 19. Oktober bis 10. November 1968, Einzelausstellung, Hellweg-Museum Unna
- 1968: Westdeutscher Künstlerbund 1968, Karl-Ernst-Osthaus-Museum, Hagen 1968
- 1968: Düsseldorfer Künstler bei der Henkel AG & Co. KGaA
- 1968: Deutscher Künstlerbund, 16. Ausstellung, Kunsthalle und Künstlerhaus Nürnberg, 20. Juli bis 15. September 1968
- 1969: Industrie & Technik in der deutschen Malerei. Von der Romantik bis zur Gegenwart, Wilhelm-Lehmbruck-Museum, Duisburg, 7. Mai – 7. Juli 1969
- 1969 Wilhelm-Morgner-Preis für experimentelle Kunst 1969, Soest
- 1969: Deutscher Künstlerbund, 17. Ausstellung, Kunstverein Hannover, 7. Juni bis 27. Juli 1969
- 1969: Aktion Zyklus, Spontanaktion Männer liebt den Zyklus! Damen nehmt ihn nicht so ernst vor der Kunsthalle Düsseldorf, 23. Oktober 1969, um 12:30
- 1970: Harvan Zyklus Zeit Warten, K-7 Galerie Kö-Center Düsseldorf, Eröffnung 23. Januar 1970, Einzelausstellung
- 1970: 13 x Kunst, Stadthalle Bergheim, mit Christian von Grumbkow, Dorothee Jacobs, Falk Thimel, Otto Günther Altena u. a
- 1970: Industrie und Technik in der deutschen Malerei. Von der Romantik bis zur Gegenwart, Staatsgalerie Warschau 1970 (Übernahme der Ausstellung 1969)
- 1970: 14. Ausstellung des Westdeutschen Künstlerbundes 1970, Karl-Ernst-Osthaus-Museum, Hagen 1970
- 1970: Konzepte einer neuen Kunst, vierteiliger Ausstellungszyklus im Städtischen Museum Göttingen, 1970
- 1971: 21. Winterausstellung der bildenden Künstler NRW, 28. November 1971 bis 1. Januar 1972, Kunstpalast Ehrenhof, Düsseldorf
- 1971: Düsseldorf – Stadt der Künstler, Tradition und Avantgarde (Eröffnung neues Messegelände)
- 1973: Harvan, Galerie 58, Düsseldorf, Eröffnung 5. Dezember 1973 (Retrospektive)
- 2019: Gerhard Harvan – Bilder und Objekte, Hermann-Harry-Schmitz-Institut im historischen Uhrenturm, Düsseldorf 14. April – 2. September 2019 (Retrospektive)